# Belemgena
Belemgena là một chi bướm đêm thuộc phân họ Tortricinae của họ Tortricidae.

## Các loài
- Belemgena phlattotreta Razowski & Becker, 1994